# Ness Edwards
Onesimus „Ness“ Edwards (* 5. April 1897; † 3. Mai 1968) war ein britischer Politiker der Labour Party, der von 1939 bis zu seinem Tode 1968 Mitglied des Unterhauses (House of Commons) war sowie zwischen 1950 und 1951 Generalpostmeister (Postmaster-General) war.

## Leben
Edwards wurde am 4. Juli 1939 bei einer durch den Tod von Morgan Jones notwendig gewordenen Nachwahl im Wahlkreis Caerphilly erstmals zum Mitglied des Unterhauses (House of Commons) gewählt und vertrat in diesem bis zu seinem Tode am 3. Mai 1968 die Interessen der Labour Party. Nach dem Amtsantritt von Premierminister Clement Attlee wurde er am 4. August 1950 Parlamentarischer Sekretär beim Arbeitsminister (Parliamentary Secretary to the Minister of Labour). Im Rahmen einer Regierungsumbildung nach der Unterhauswahl am 23. Februar 1950 übernahm er am 28. Februar 1950 von Wilfred Paling das Amt als Generalpostmeister (Postmaster-General) und hatte dieses bis zum Ende von Attlees Amtszeit am 27. Oktober 1951 inne. Er war allerdings kein Mitglied des Kabinetts.
Aus seiner Ehe mit Elina Victoria Edwards ging seine Tochter Llinos „Llin“ Edwards hervor, die von 1986 bis 2001 ebenfalls Mitglied des House of Commons war sowie 2001 als Baroness Golding of Newcastle-under-Lyme zum Life Peer erhoben wurde und dadurch Mitglied des Oberhauses (House of Lords) ist.